# Tekirdağ
Tekirdağ (en bulgare : Родосто ; en grec moderne : Ραιδεστός) est une ville de Turquie, préfecture de la province du même nom. Elle est située en Thrace, au bord de la mer de Marmara.

## Histoire
Pendant la période byzantine, elle portait le nom de Bisanthe (en grec Βισάνθη), puis sous la période ottomane, le nom de Rodosto.
Sous l'Empire ottoman, la ville comptait plusieurs communautés : Turcs, Bulgares, Grecs, Arméniens, Juifs, Hongrois et Pomaks.
Un certain nombre de noms célèbres sont originaires de Tekirdağ, comme le lutteur traditionnel Hüseyin Pehlivan, l'écrivain et philosophe Namık Kemal ou encore le cinéaste français Henri Verneuil.

## Économie
Elle est connue pour son rakı, ses köfte, et son helva au fromage.